# Nimrod (robot)
Nimrod, il cui vero nome è Nicholas Hunter, è un personaggio dei fumetti, creato da Chris Claremont (testi) e John Romita Jr. (disegni), pubblicata dalla Marvel Comics. La sua apparizione avviene in The Uncanny X-Men (vol. 1) n. 191 (marzo 1985).
Il suo nome deriva dal libro della Genesi (10:8,9): "potente cacciatore nel cospetto dell'Eterno".

## Biografia del personaggio

### Arrivo nel presente
Nimrod è un robot caccia-mutanti proveniente dallo stesso futuro alternativo di Rachel Summers ed è stato creato dalle Sentinelle che governano quella linea temporale. Quando la ragazza viaggia nel tempo fino al presente, il robot la segue e raggiunge Manhattan, dove, in forma umana, salva la vita dell'operaio edile Jaime Rodriguez, il quale, in segno di gratitudine, gli offre un lavoro e una casa. Sfruttando le informazioni raccolte dal computer della famiglia Rodriguez, Nimrod cambia la sua prima direttiva dallo sterminio di tutti i mutanti a quello dei soli X-Men e del Fenomeno. Viene sconfitto da Rogue quando la mutante assorbe i poteri combinati di Nightcrawler, Kitty Pryde e Colosso. Qualche tempo dopo, mentre si trova al ristorante con Jaime, Nimrod sventa una rapina guadagnando il rispetto del pubblico presente, tuttavia i suoi metodi violenti innervosiscono Rodriguez. In seguito, affronta le forze congiunte degli X-Men e del Club Infernale, uccidendo Friedrich Von Roehm, causando un attacco di cuore fatale a Harry Leland e ferendo gravemente Nightcrawler, Rogue e Sebastian Shaw.

### La fusione con Master Mold
Dopo questi eventi adotta l'identità umana dell'operaio edile Nicholas Hunter; in questi panni, mentre lavora in un cantiere, si imbatte in un componente appartenuto al robot Master Mold, la Sentinella si fonde con lui e attacca gli X-Men, tuttavia, la personalità di Nimrod prende il sopravvento e viene in loro aiuto convincendo il robot di essere diventato un mutante e inducendolo ad auto-distruggersi. I resti di entrambi i robot sono spinti attraverso il Seggio Periglioso, un portale mistico che dona a tutti coloro che lo attraversano un nuovo destino, e si fondono in un unico essere: Bastion.

### Un nuovo Nimrod
Creato dalla Hannigan Electronics', questo robot è basato sulla tecnologia derivata dal Nimrod originale. Quando attacca X-Force il robot si rivela un duro avversario per i mutanti, fino a quando Cable lo convince a disattivarsi, poiché la sua esistenza potrebbe causare un paradosso e danneggiare il flusso temporale.

### Ritorno al passato
Successivamente, il reverendo William Stryker trova un Nimrod danneggiato proveniente da un futuro alternativo e usa le sue banche dati per pianificare un attacco contro gli X-Men, ma il robot altera le proprie memorie per sfuggire al controllo dell'uomo. Sfuggito a Striker, Nimrod cerca colui che crede essere il suo creatore, Forge, così che lo aiuti a riparare il proprio corpo danneggiato; al contrario, il mutante trasferisce la programmazione del robot in un nuovo corpo che è in grado di controllare. Credendo Forge in pericolo, gli alunni dello Xavier Institute viaggiano a casa sua per aiutarlo, ma il loro intervento permette a Nimrod di riottenere il controllo del proprio corpo e attaccarli. Surge sconfigge il robot sovraccaricandone l'unità temporale e spingendolo indietro nel tempo.

### La rinascita di Bastion
Alla fine, i Purificatori, seguaci di Stryker, utilizzano il corpo del Nimrod originale e lo fondono con la testa di Bastion allo scopo di far rivivere quest'ultimo.

## Poteri e abilità
Nimrod è la forma più avanzata di Sentinella mai prodotta. È in grado di modificare il suo aspetto esteriore per assomigliare a un comune essere umano, può ricostruire il proprio corpo, se danneggiato, e riconfigurarlo in modo da adattarsi all'avversario che ha di fronte. La sua coscienza elettronica può sopravvivere separata dal suo corpo fisico per un breve periodo di tempo e la sua forza lo pone al pari di avversari quali il Fenomeno. Possiede dispositivi di scansione che gli rendono possibile determinare se un essere possiede capacità sovrumane e quali sono. È in grado di proiettare raggi di energia, creare campi di forza e teletrasportarsi. È debole nei confronti di attacchi elementali come fulmini o freddo estremo.

## Altri media

### Televisione
Nimrod compare in:
- Insuperabili X-Men
- X-Men: Evolution
- X-Men '97

### Videogiochi
Nimrod compare in:
- X-Men: Madness in Murderworld
- X-Men
- Marvel: Sfida dei Campioni
- Marvel Strike Force